# Bathyconchoecia nodosa
Bathyconchoecia nodosa is een mosselkreeftjessoort uit de familie van de Halocyprididae. De wetenschappelijke naam van de soort is voor het eerst geldig gepubliceerd in 1972 door Poulsen.